# Lithobius nodulipes
Lithobius nodulipes ist eine zentraleuropäisch verbreitete Art der zu den Hundertfüßern gehörenden Steinläufer.

## Merkmale und Ähnliche Arten
Die Körperlänge beträgt 10–15 mm. Die Oberflächenstruktur der hell- bis rostbraunen Rückenplatten (Tergite) ist glatt, es ist kein dunkler Mittelstreifen auf den Rückenplatten vorhanden. An den posteriolateralen Enden der Tergite 9, 11 und 13 befinden sich nach hinten gerichtete, dreieckige Fortsätze (diese können schwer zu erkennen sein und sind für eine sichere Bestimmung nicht unbedingt ratsam). Der Hinterrand der Tergite ist oftmals etwas dunkler. Der Kopfschild ist schmaler als die Rückenschilde (für die Feldbestimmung gilt: nicht deutlich breiter als die Rückenschilde, da das Merkmal ebenfalls schwer einzuschätzen ist). Die Antenne ist normal gefärbt, das Endglied ist weder länger und heller (ein Merkmal, das nicht zur sicheren Bestimmung herangezogen werden sollte), noch ist sie dunkler gefärbt mit einer helleren Spitze. Die Kopfspitze und Augenpartie sind nicht dunkler gefärbt als der Rest des Kopfes oder Körpers. Die Antenne besteht aus 35–46 Antennengliedern, die sich zum Ende hin etwas aufhellen können. Das Augenfeld besteht aus 2–4 Reihen von Einzelaugen, von denen das hinterste oder die beiden hintersten Einzelaugen deutlich größer sind als die restlichen Einzelaugen. Am letzten Beinpaar ist die Klaue am Endglied nur einfach ausgeprägt, nicht doppelt. Die Hüftporen (an den Coxae) sind kreisrund und nicht oval schlitzförmig. Anhand dieser Merkmalskombination, die entgegen einzelnen Merkmalen für die Bestimmung durchaus relevant ist, ähnelt die Art immer noch stark Lithobius forficatus. Auf der Kieferfußplatte befinden sich bei L. nodulipes jedoch 2 bis maximal 3 Zähne pro Seite, bei L. forciatus sind es mehr. Diese Zähne stehen verhältnismäßig weit voneinander entfernt. Auch Lithobius crassipes und Lithobius latro sind L. nodulipes sehr ähnlich, bei ihnen befinden sich auf den hinteren Tergiten keine dreieckigen nach hinten gerichtete Fortsätze, die übrigen Merkmale stimmen jedoch überein. Die Zähne der Kieferfußplatten sind bei L. nodulipes entweder auf dem gleichen Niveau (wie auch bei L. forciatus, L. crassipes und L. latro) oder die inneren Zähne ragen weiter nach vorne als die äußeren (nur L. nodulipes). Seitlich der Zähne kommt es zu keiner Schulterbildung auf den Kieferfußplatten. Lithobius nodulipes weist 10–19 Einzelaugen auf. Keine der bisher genannten Verwechslungsarten weist ebenfalls 16–19 Einzelaugen auf. L. forficatus besitzt mehr, die anderen beiden Arten weniger als 16. Die Gonopodenklaue der Weibchen ist entweder zwei- oder dreizackig, die der genannten Verwechslungsarten immer dreizackig. Die 2–3 (bei L. crassipes und L. latro nur 2) Sporen der weiblichen Gonopodenzange sind konisch. Eine Verwechslungsgefahr besteht auch mit Lithobius valesiacus, Lithobius borealis, Lithobius dentatus und Lithobius macilentus. Diese Arten sind jedoch weniger ähnlich als die zuvor genannten. Bei diesen vier Arten ist die Klaue am Endglied des letzten Beinpaares doppelt, nicht einfach, bei L. dentatus kommt es zudem zu einer Schulterbildung neben den Zähnen auf den Kieferfußplatten. Die verhältnismäßig aber immer noch sehr ähnliche Art L. borealis weist nur maximal 34 Antennenglieder auf. Dem 15. Beinpaar von L. nodulipes fehlt der laterale Dorn des Coxalgliedes, neben der Kralle an der Fußspitze befindet sich keine weitere Seitenkralle. Die Dornenformel der letzten zwei Beinpaare lautet: 14.: 00311/01331; 15.: 00200/01310. An den 14. Tibien der Männchen bilden kurze, gerade Borsten einen dichten Fleck auf der dorsalen Seite, während auf den 15. Tibien, ebenfalls dorsal, ein tropfenförmiger Auswuchs am distalen Ende zu sehen ist. Der Auswuchs  ist fein beborstet, das Glied als Ganzes nicht verdickt.
Eine sichere Bestimmung der Art ist ohne Mikroskop oder Binokular nicht möglich, selbst mit den genannten Hilfsmitteln ist das Hinzuziehen von Experten ratsam, da die Gattung Lithobius in Mitteleuropa mit zahlreichen sehr ähnlichen Arten vorkommt.

## Verbreitung und Lebensraum
Lithobius nodulipes ist in Zentraleuropa verbreitet. Vorkommen sind bekannt aus Belgien, Deutschland, der Schweiz und Korsika im Westen bis Polen, Tschechien, Ungarn und reliktartig Rumänien im Osten sowie von Korsika, Norditalien und Kroatien im Süden bis Deutschland im Norden.
In Deutschland ist die Art aus den südlichen und mittleren Landesteilen bekannt, so aus Bayern, Baden-Württemberg, Thüringen, Sachsen, dem südlichen Sachsen-Anhalt, südöstlichen Niedersachsen, Hessen, dem südlichen Nordrhein-Westfalen und dem nordwestlichen Rheinland-Pfalz. Im Westen Deutschlands gilt die Art als seltener als im Osten. Es handelt sich um eine mäßig häufige Art in Deutschland, L. nodulipes ist ungefährdet. Generell in Zentraleuropa gilt die Art als eher selten.
Als Lebensraum werden vor allem feuchte Nadel- und Laubwälder bevorzugt, selten auch Offenland. Auch in höheren Lagen ist die Art zu finden. In südlicheren Gebieten zeigt die Art ein montanes bis subalpines Vorkommen, während sie sich im Norden in niedere Lagen zurückzieht. Die Art scheint kalkhaltige Böden zu bevorzugen, wurde jedoch auch auf sauren Böden nachgewiesen und kann daher nicht als calciphil (kalkliebend) gelten. In trockeneren Jahreszeiten wurde die Art in Gräben und Bachfurchen von Hainbuchen-Eichenwäldern und Buchenwäldern gesammelt.

## Lebensweise
Die meisten Funde der Art gelangen zwischen März und Dezember.

## Taxonomie
Synonyme der Art lauten:
- Lithobius athesinus Verhoeff, 1937
- Lithobius grandiporosus Verhoeff, 1937
- Lithobius inflatipes Verhoeff, 1937
- Lithobius scarabanciae Loksa, 1948
- Lithobius styricus Verhoeff, 1937
- Lithobius tennensis Verhoeff, 1937

Die Existenz der Unterart L. nodulipes scarabanciae Loksa, 1947 aus dem nordwestlichen Ungarn (Balfer Hügelland, Tómalom-Gebiet) gilt als nicht sicher belegt.